# 中卫鼓楼
中卫鼓楼位于中国宁夏回族自治区中卫市沙坡头区文昌镇，1984年被列为原中卫县县级重点文物保护单位，2005年被列为宁夏回族自治区文物保护单位。
鼓楼位居中卫市区正中，始建于明崇祯四年（1631年）。清初名曰文昌阁，嘉庆二十二年（1817年）失火焚毁，仅存基址。道光十一年（1831年）重建，翌年建成。鼓楼楼高23米，通高30米，重楼3层。

## 外部图片
中卫鼓楼夜景（页面存档备份，存于）